# Список дипломатических миссий Латвии
Список дипломатических миссий Латвии — полный перечень дипломатических представительств Латвийской Республики, которые сосредоточены преимущественно в государствах ЕС и СНГ.

## Европа

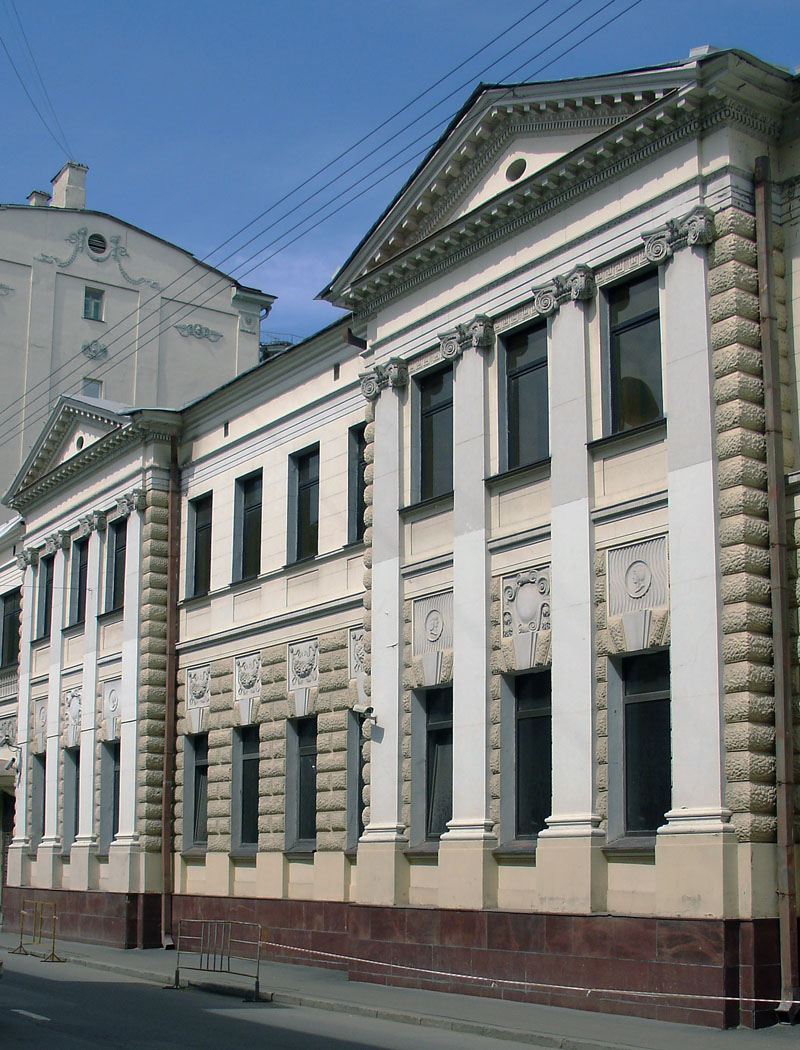
Посольство Латвии в Москве

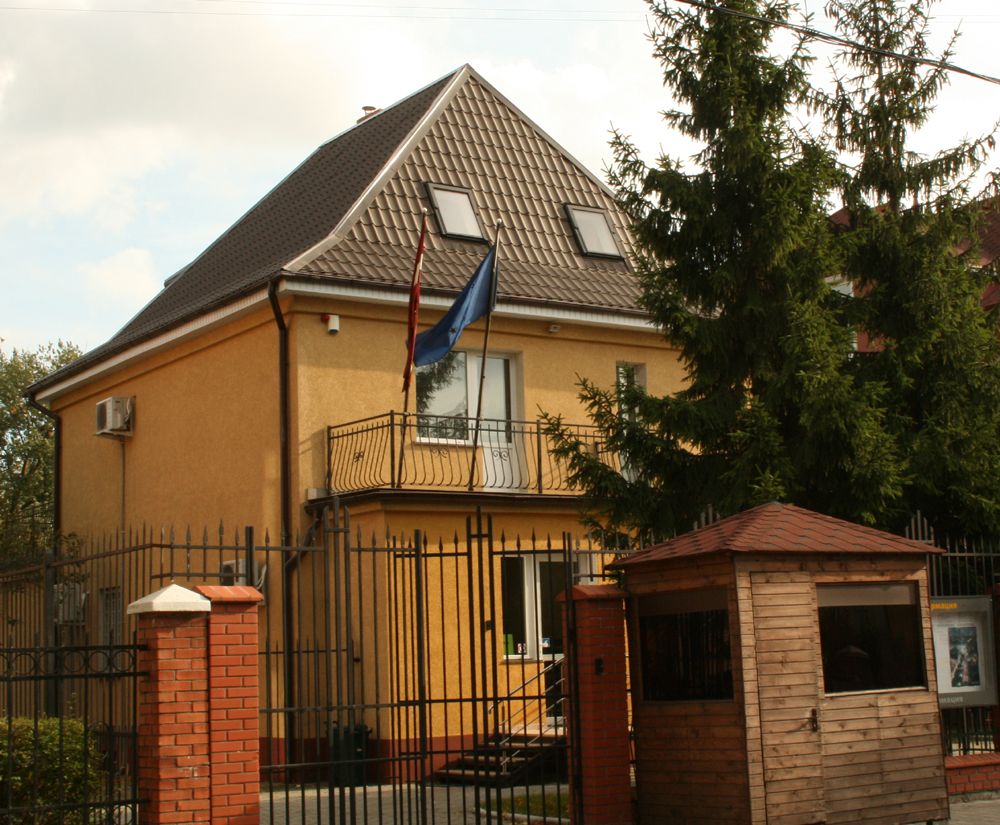
Консульство Латвии в Калининграде

- Австрия, Вена (посольство)
- Белоруссия, Минск (посольство)
  - Витебск (консульство)
- Бельгия, Брюссель (посольство)
- Великобритания, Лондон (посольство)
- Венгрия, Будапешт (посольство)
- Германия, Берлин (посольство)
  - Бонн (консульство)
- Греция, Афины (посольство)
- Дания, Копенгаген (посольство)
- Ирландия, Дублин (посольство)
- Испания, Мадрид (посольство)
- Италия, Рим (посольство)
- Литва, Вильнюс (посольство)
- Нидерланды, Гаага (посольство)
- Норвегия, Осло (посольство)
- Польша, Варшава (посольство)
- Португалия, Лиссабон (посольство)
- Россия, Москва (посольство)
  - Калининград (консульство)
  - Санкт-Петербург (генеральное консульство)
  - Псков (консульство)
- Словения, Любляна (посольство)
- Украина, Киев (посольство)
- Финляндия, Хельсинки (посольство)
- Франция, Париж (посольство)
- Чехия, Прага (посольство)
- Швеция, Стокгольм (посольство)
- Эстония, Таллин (посольство)

## Америка
- Канада, Оттава (посольство)
- США, Вашингтон (посольство)

## Африка
- Египет, Каир (посольство)

## Азия
- Азербайджан, Баку (посольство)
- Грузия, Тбилиси (посольство)
- Израиль, Тель-Авив (посольство)
- Казахстан, Астана (посольство)
- Китай, Пекин (посольство)
- Республика Корея, Сеул (посольство)
- Турция, Анкара (посольство)
- Узбекистан, Ташкент (посольство)
- Япония, Токио (посольство)

## Международные организации
- Брюссель (постоянное представительство при ЕС и NATO)
- Вена (постоянное представительство при учреждениях ООН)
- Женева (постоянное представительство при учреждениях ООН)
- Нью-Йорк (постоянное представительство при ООН)
- Париж (постоянное представительство при ЮНЕСКО)
- Рим (постоянное представительство при ФАО)
- Страсбург (постоянное представительство при Совете Европы)